# Bộ Chính trị Đảng Cộng sản Trung Quốc khóa VII

### Đại hội Đảng Cộng sản Trung Quốc lần thứ 7
| Đại hội Đảng Cộng sản Trung Quốc lần thứ 7 (1945) | Đại hội Đảng Cộng sản Trung Quốc lần thứ 7 (1945) | Đại hội Đảng Cộng sản Trung Quốc lần thứ 7 (1945) | Đại hội Đảng Cộng sản Trung Quốc lần thứ 7 (1945)                                         |
| Thứ tự                                            | Tên                                               | Chức vụ Đảng và Nhà nước | Ghi chú khác                                                                              |
| ------------------------------------------------- | ------------------------------------------------- | --- | ----------------------------------------------------------------------------------------- |
| 1                                                 | Mao Trạch Đông                                    | Chủ tịch Trung ương kiêm Bộ Chính trị → Chủ tịch Chính phủ Nhân dân, Chủ tịch Đảng, Chủ tịch Chính Hiệp                                                                                                 | Ủy viên thứ 1 Ban thường vụ Bộ Chính trị                                                  |
| 2                                                 | Chu Đức                                           | Bí thư Ban Bí thư, Tổng Tư lệnh Quân Giải phóng Nhân dân,Phó Chủ tịch Chính phủ Nhân dân, Bí thư Ủy ban Kiểm tra Kỷ luật Trung ương                                                                     | Ủy viên thứ 2 Ban thường vụ Bộ Chính trị                                                  |
| 3                                                 | Lưu Thiếu Kỳ                                      | Bí thư Ban Bí thư, Phó Chủ tịch Chính phủ Nhân dân | Ủy viên thứ 3 Ban thường vụ Bộ Chính trị                                                  |
| 4                                                 | Chu Ân Lai                                        | Bí thư Ban Bí thư,Thủ tướng Chính phủ Nhân dân, Bộ trưởng Bộ Ngoại giao | Ủy viên thứ 4 Ban thường vụ Bộ Chính trị                                                  |
| 5                                                 | Nhậm Bật Thời                                     | Bí thư Ban Bí thư,Bí thư trưởng Ban Bí thư | Ủy viên thứ 5 Ban thường vụ Bộ Chính trị, mất năm 1950 khi đang tại nhiệm                 |
| 6                                                 | Trần Vân                                          | Bổ sung Bí thư Ban Bí thư, Phó Thủ tướng Chính phủ Nhân dân | Ủy viên thứ 6 Ban thường vụ Bộ Chính trị (bổ sung tại Hội nghị lần thứ 3 Trung ương 1950) |
| 7                                                 | Đổng Tất Võ                                       | Phó Thủ tướng Chính phủ Nhân dân |                                                                                           |
| 8                                                 | Lâm Bá Cừ                                         | Bí thư kiêm Ủy viên Chính phủ Nhân dân |                                                                                           |
| 9                                                 | Bành Đức Hoài                                     | Phó Tổng tư lệnh Quân Giải phóng Nhân dân, Phó Chủ tịch Quân ủy Trung ương,Bộ trưởng Bộ Quốc phòng |                                                                                           |
| 10                                                | Bành Chân                                         | Ủy viên Chính phủ Nhân dân, Phó Chủ nhiệm Ủy ban Chính trị Pháp luật Trung ương, Trưởng ban Chính Pháp Trung ương, Bí thư kiêm thị trưởng Bắc Kinh Phó ủy viên trưởng Nhân Đại, Phó Chủ tịch Chính Hiệp |                                                                                           |
| 11                                                | Trương Văn Thiên                                  | Bí thư Tỉnh Hiệp Giang (nay là tỉnh Hắc Long Giang), Bí thư tỉnh Liêu Ninh,Tổ trưởng Cục Tổ chức Trung ương Đông Bắc → Đại sứ Liên Xô                                                                   |                                                                                           |
| 12                                                | Khang Sinh                                        | Phó Bí thư Hoa Đông, Bí thư Cục Sơn Đông |                                                                                           |
| 13                                                | Cao Cương                                         | Phó Chủ tịch Chính phủ Nhân dân | Mất năm 1954 sau khi bị bắt giam                                                          |
| 14                                                | Đặng Tiểu Bình                                    | Bí thư thứ nhất Cục Tây Nam Trung ương Đảng Cộng sản Trung Quốc, Phó Chủ tịch Quân ủy Tây Nam, Chính ủy Quân khu Tây Nam → Phó Thủ tướng kiêm Phó Chủ nhiệm Ủy ban Tài chính-kinh tế                    | Bổ sung vào Bộ chính trị tại Hội nghị Trung ương 5 (4/1955)                               |
| 15                                                | Lâm Bưu                                           | Phó Thủ tướng Quốc vụ viện, Phó Chủ tịch Ủy ban Quân sự Trung ương | Bổ sung vào Bộ chính trị tại Hội nghị Trung ương 5 (4/1955)                               |